# Terra di Graham
La Terra di Graham (in inglese Graham Land) è una porzione della penisola antartica che si trova a nord della linea tracciata tra capo Jeremy e capo Agassiz. Questa descrizione del territorio è frutto di un accordo del 1964 tra il Comitato britannico per i toponimi antartici e il Comitato consultivo dei nomi antartici statunitense che hanno assegnato il nome di Penisola Antartica alla maggior penisola dell'Antartide mentre hanno battezzato come Terra di Graham e Terra di Palmer le porzioni settentrionali e meridionali dello stesso territorio. È intitolata a James Robert George Graham, primo lord dell'ammiragliato nel periodo dell'esplorazione della regione da parte di John Biscoe nel 1832.